# Dihalna veriga
Dihalna veriga (tudi elektronska transportna veriga; angleško Electron Transport Chain) je serija membranskih proteinov prenašalcev elektronov, ki so posredniki pri adenozin trifosfat (ATP) sintetizirajočih biokemijskih reakcij. ATP je energijsko bogata in življenjsko pomembna molekula. Živim organizmom sta na voljo le dva vira energije, in sicer reakcija oksidacija-redukcija (redoks reakcija) ter sončna energija (fotosinteza). Organizmi, ki za svoje življenjske potrebe uporabljajo prvo, so hemotrofni, drugi pa fototrofni. Kljub vsemu oboji pridobivajo energijo v obliki ATP na enak način, tj. s pomočjo dihalne verige, ki se odvija na notranji mitohondrijski membrani.
Glavni namen dihalne verige je torej proizvajanje ATP iz energijsko bogatih elektronov. To je doseženo skozi tri stopnje: postopno črpanje energije iz energijsko bogatih elektronov, uporaba te energije za vzpostavitev neravnotežja med koncentracijo protonov na zunanji in notranji strani notranje mitohondrijske membrane in uporaba neravnotežja kot gonilno silo za proizvajanje ATP.
ATP-sintaza je encim, ki sintetizira energijsko bogato molekulo ATP. Struktura ATP sintaze je ohranjena v vseh živih bitjih. ATP-sintazo poganja čezmembranski elektrokemijski koncentracijski gradient, ki nastane s pomočjo procesov dihalne verige. Procesi potekajo z več redoks reakcijami, kjer energijsko bogata molekula odda elektron energijsko revnejši molekuli. Zelo majhna količina ATP molekul nastane tudi neposredno s fosforilacijo pri ostalih biokemijskih procesih izven dihalne verige (Krebsov ciklus, glikoliza).

## Dihalna veriga, ki poteka v mitohondriju
Začetni metabolizem vira energije, kot je na primer glukoza, se odvija v citoplazmi celice, produkti pa so nato preneseni v mitohondrij, kjer se nadaljuje katabolizem s pomočjo metabolnih poti Krebsovega cikla, oksidacije maščobnih kislin in oksidacije aminokislin. Končni produkt metabolnih poti sta energijsko bogata elektron-donorja NADH ter FADH2, ki skozi dihalno verigo elektrone oddata kisiku, ta pa se reducira v vodo. Reakcije dihalne verige potekajo na notranji mitohondrijski membrani, encimi, ki pri tem sodelujejo, pa so sposobni sočasno ustvarjati protonski čezmembranski koncentracijski gradient z namenom, da se ustvari gonilna delovna sila. 

Potek reakcij skozi dihalno verigo prikazuje zgornja shema. Energija elektronov (črne puščice) je uporabljena za črpanje protonov v medmembranski prostor, s čimer se ustvarja čezmembranski gradient. Ta gradient omogoči tok protonov skozi ATP-sintazo nazaj v matriks in tvorbo ATP iz energijsko manj bogate molekule ADP. Kompleks I, imenovan tudi NADH dehidrogenaza ali koencim Q reduktaza, sprejme elektrone od prenašalca NADH (NADH nastane v Krebsovem ciklu) in jih pošlje dalje do koencima Q (ubikinon). Ta jih sprejme tudi od kompleksa II (sukcinat dehidrogenaza) in pošlje dalje do kompleksa III (citokrom bc1 kompleks). Od tretjega kompleksa potujejo preko citokroma c dalje do kompleksa IV (citokrom c oksidaza), ki uporabi elektrone in vodikove ione za redukcijo molekularnega kisika v vodo. Prvi, tretji in četrti kompleks, imajo funkcijo protonske črpalke. 

## Kompleksi v dihalni verigi
Kompleks I je poznan tudi pod imenom NADH ubikinon oksidoreduktaza in odstrani dva elektrona iz NADH ter ju prenese na ubikinon (Q), ki je topen v maščobah. Reduciran ubikinol (QH2) se tako lahko spoji z membrano. Istočasno kompleks I prečrpa štiri protone v medmembranski prostor in tako ustvari koncentracijski gradient. Kompleks I je eno izmed najpogostejših mest, kjer se elektron predčasno odcepi in manjka kisiku ter nastane škodljiv radikal superoksid. 
Kompleks II je poznan tudi pod imenom sukcinat dehidrogenaza in ni protonska črpalka. Njegov namen je dovajanje dodatne količine elektronov (s FAD) kinonu z odstranjevanjem le-teh iz sukcinata. Kompleks II je sestavljen iz štirih proteinskih podenot SDHA, SDHB, SDHC in SDHD.
Kompleks III je poznan tudi pod imenom citokrom bc1 kompleks in je zadolžen za postopno odstranjevanje dveh elektronov iz QH2 ter njuno prenašanje do citokroma c, ki je vodotopen nosilec elektronov in se nahaja v medmembranskem prostoru. Istočasno kompleks IV prečrpa dva protona v medmembranski prostor, skupno pa povzroči premik štirih protonov, saj se dva protona izločita še iz ubiquinola. Kadar je prenos elektronov oviran, lahko nastane superoksid, ki pa je reduciran v eni izmed kasnejših faz ATP sinteze. 
Encim Citokrom c Oksidaza ali kompleks IV je velik transmembranski (prekomembranski) protein, ki se nahaja v fosfolipidnem dvosloju notranje membrane mitohondrijev in je zadnji protein v dihalni verigi. Je lipoprotein, ki je pri sesalcih sestavljen iz več kovinskih prostetičnih delov in trinajstih beljakovinskih podenot.Kompleks IV prejme po en elektron od vsake citokrom c molekule in jih prenese na eno molekulo kisika, kar spremeni molekularni kisik v dve molekuli vode. V procesu so hkrati premeščeni štirje protoni, kar je v pomoč pri vzpostavitvi kemiosmotskega potenciala, ki ga ATP sintaza uporabi za sintezo ATP-ja. 
Vzroki za motnje v delovanju kompleksa IV so prisotnost cianidov, sulfidov, azidov in ogljikovega monoksida. Te snovi se vežejo na citokrom c oksidazo in s tem preprečijo delovanje proteina, kar povzroči kemično zadušitev celic.
Najpogostejši vzroki za motnje pa so mutacije. Te se lahko pojavijo v jedru ali mitohondriju. V jedru nastanejo štiri mutacije proteinov, potrebnih za izgradnjo holokompleksa, ter ena v mRNA veznem proteinu. Mutacije, ki prizadenejo delovanje citokrom c oksidaze, posledično vodijo v hude metabolične bolezni, ki so pogosto neozdravljive. Te bolezni izbruhnejo zgodaj v otroštvu in prednostno prizadenejo tkiva, ki zahtevajo veliko energije za izvajanje funkcij, kot so možgani, srce in mišice.
Nekaterih vretenčarji lahko »razklopijo« zadnji korak in prepuščajo protone iz medmembranskega prostora nazaj v celico. S tem se poruši biokemijski gradient in celoten proces služi samo generiranju toplote (termogenezi).